# Old Romney
Old Romney är en ort och civil parish i grevskapet Kent i sydöstra England. Orten ligger i distriktet Folkestone and Hythe på Romney Marsh, cirka 16 kilometer sydväst om Hythe och cirka 3,5 kilometer väster om New Romney. Civil parishen hade 227 invånare vid folkräkningen år 2021.